# Тицкий, Александр Фёдорович
Александр Фёдорович Тицкий (1924 — 1980) — советский старший сержант, исполняющий обязанности командира взвода управления батареи 504-го пушечного артиллерийского полка, 200-я лёгкой артиллерийской бригады, 4-й танковой армии, 1-го Украинского фронта. Полный кавалер Ордена Славы.

## Биография
Родился 10 ноября 1924 года в селе Волково, Сталинградской области в крестьянской семье. В 1940 году после окончания девяти классов работал в колхозе.
С 1942 года призван в ряды РККА и направлен в действующую армию, воевал на Ленинградском фронте участник обороны Ленинграда. С 1944 года — разведчик 40-й отдельной разведроты 72-й стрелковой дивизии, 67-й армии.
27 января 1944 года младший сержант А. Ф. Тицкий  в составе разведгруппы  у селения Рождественно  проник в расположение противника и участвовал в пленении девяти гитлеровцев. За это 15 февраля 1944 года Указом Президиума Верховного Совета СССР А. Ф. Тицкий был награждён  Орденом Славы 3-й степени.
16 января 1945 года командир отделения разведки 504-го пушечного артиллерийского полка, 200-я лёгкой артиллерийской бригады, 4-й танковой армии старший сержант А. Ф. Тицкий  возглавляя бойцов близ города Кельце в бою истребил пятнадцать солдат, захватил две автомашины с военным имуществом и кухню, доставил их в свое расположение.  21 февраля 1945 года Указом Президиума Верховного Совета СССР А. Ф. Тицкий был награждён Орденом Славы 2-й степени.
16 марта 1945 года исполняющий обязанности командира взвода управления 1-й батареи 504-го пушечного артиллерийского полка старший сержант А. Ф. Тицкий  у населённого пункта Кляйн Циндель, отражая с бойцами контратаки противника, уничтожил свыше взвода вражеской пехоты. 31 марта 1945 года в бою за населённого пункта Штойбервитц его взвод пленил несколько гитлеровцев. 27 июня 1945 года Указом Президиума Верховного Совета СССР А. Ф. Тицкий был перенаграждён Орденом Славы 1-й степени.
С 1945 по  1946 годы был курсантом Военно-политического училища им. М. В. Фрунзе, но не закончил его. В 1946 году старший сержант А. Ф. Тицкий демобилизовался из рядов Советской армии. В 1953 заочно окончил Ленинградский физкультурный техникум. С 1946 работал инструктором в Волгоградском строительном училище, затем слесарем-ремонтником на Волгоградском алюминиевом заводе. Умер 11 августа 1999 года в Волгограде.

## Награды
- Орден Славы I степени (1945)
- Орден Славы II степени (1945)
- Орден Славы III степени (1944)
- Орден Отечественной войны I степени (1985)
- Медаль «За оборону Ленинграда»